# Darlan Souza
Darlan Ferreira Souza (Rio de Janeiro, 24 de junho de 2002) é um jogador de voleibol brasileiro que atua na posição de oposto.

## Carreira

### Clube
Darlan começou sua carreira esportiva nas categorias de base do Fluminense FC, em 2017. No ano seguinte, o atleta carioca se transferiu para São Paulo para atuar nas categorias de base do SESI-SP, sendo promovido à equipe adulta no Campeonato Paulista de 2019, onde foi eliminado nas semifinais para o Funvic Taubaté após derrota no golden set.
Em janeiro de 2020, foi vice-campeão da Copa Brasil após derrota por 3 sets a 0 para a equipe mineira do Sada Cruzeiro. Um mês após se sagrou campeão da Copa Libertadores de 2020 ao vencer a equipe argentina do Bolívar Vóley.
Em 1º de abril de 2024, Darlan estabeleceu um novo recorde na história da Superliga Brasileira. Apesar da derrota por 3 sets a 2 para o Araguari no primeiro jogo das quartas de final da Superliga de 2023–24, o oposto marcou 41 pontos, ultrapassando o recorde de 40 pontos que pertencia ao oposto Franco Paese. Doze dias depois, Darlan quebrou novamente o recorde de pontos em um jogo da Superliga na primeira partida da semifinal, realizada na Arena Paulo Skaf, em Bauru. A equipe do interior paulista venceu o Joinville por 3 sets a 2, em um duelo de duas viradas. As parciais foram de 25–23, 21–25, 33–35, 25–22 e 15–13, e Darlan anotou 48 pontos. Na referida edição, Darlan ajudou sua equipe a conquistar o bicampeonato da Superliga ao derrotar na final a equipe do Vôlei Renata/Campinas por 3 sets a 0, sendo eleito MVP e melhor oposto da competição.

### Seleção
Pelas categorias de base, Darlan foi campeão do Campeonato Sul-Americano Sub-19 de 2018, sendo eleito o melhor jogador do torneio. No ano seguinte, ainda pela mesma categoria, terminou na nona colocação do Campeonato Mundial. Dois anos após, o oposto foi sétimo colocado no Campeonato Mundial Sub-21, sediado na Bulgária e Itália.
Recebeu a primeira convocação para representar a seleção adulta brasileira em 2022 para competir a Liga das Nações. Durante o torneio, o atleta substitu seu irmão Alan Souza após o mesmo sofrer uma lesão na perna direita.
Disputando o primeiro campeonato mundial adulto de sua carreira, Darlan conquistou a inédita medalha de bronze da seleção brasileira ao derrotar a seleção da Eslovênia por 3 sets a 1. No ano seguinte, ao representar a seleção brasileira nos Jogos Pan-Americanos, Darlan conquistou a medalha de ouro ao derrotar a seleção argentina por 3 sets a 0. Ele também recebeu os prêmios individuais de melhor oposto e melhor sacador da competição.

## Vida pessoal
Darlan é o irmão mais novo de Alan Souza, que também atua como oposto na seleção brasileira.

## Estilo de jogo
Fã do mangá japonês Naruto, Darlan tem o costume de fazer o gesto do "Jutsu Bola de fogo", antes de ir para o saque.

## Títulos
SESI
- Copa Libertadores: 2020
- Campeonato Brasileiro: 2023–24

Seleção Brasileira
- Campeonato Sul-Americano Sub-19: 2018

## Clubes
| Anos      | Clube         |
| --------- | ------------- |
| 2017–2018 | Fluminense FC |
| 2018–     | Sesi-Bauru    |

## Prêmios individuais
- 2018: Campeonato Sul-Americano Sub-19 – MVP
- 2023: Copa Pan-Americana – Melhor oposto e melhor sacador
- 2023: Jogos Pan-Americanos – Melhor oposto e melhor sacador
- 2024: Campeonato Brasileiro – MVP e melhor oposto